# Résonance plasmon de surface
Pour les articles homonymes, voir Résonance (homonymie).

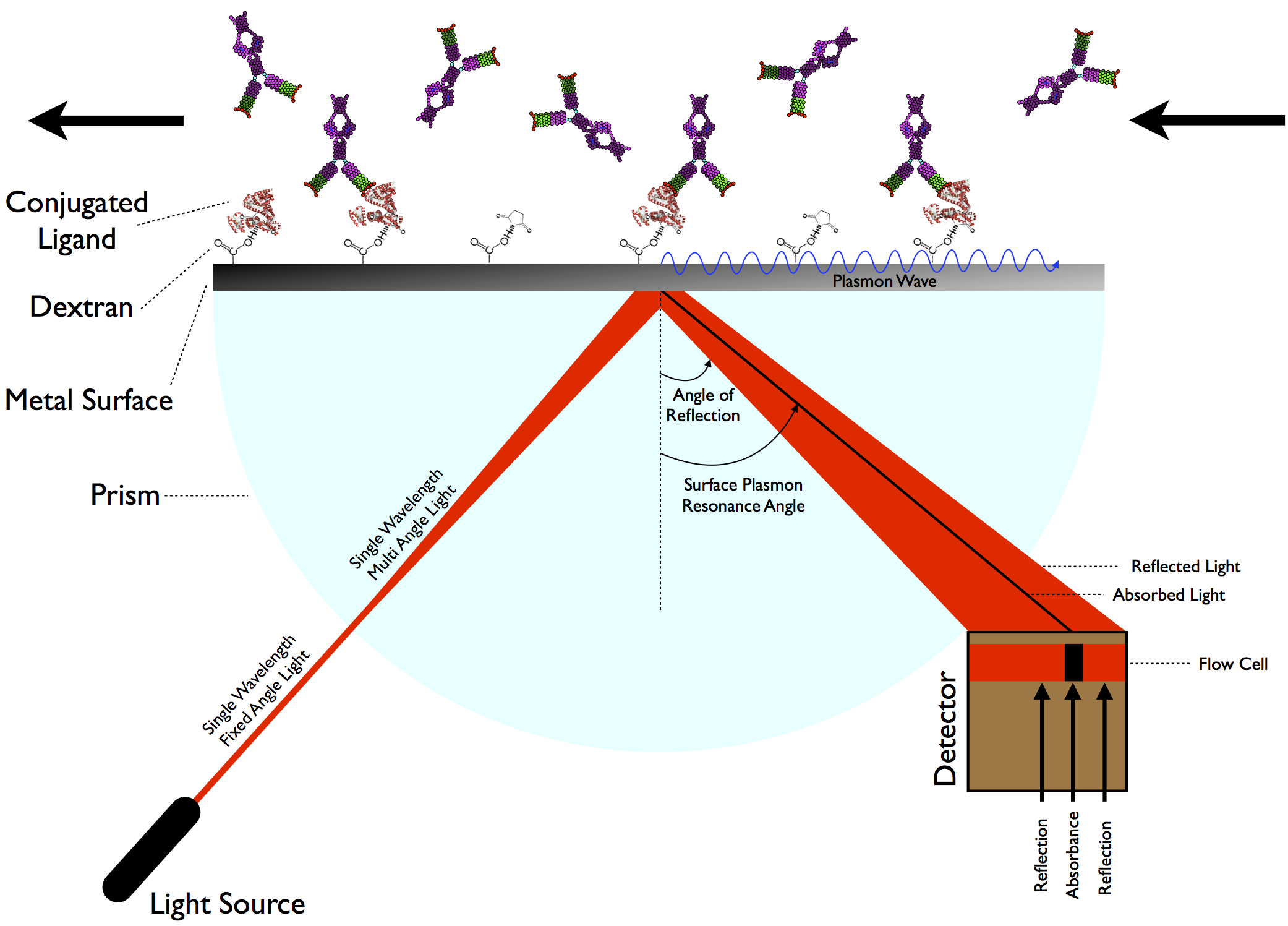
Résonance plasmonique de surface (SPR).

La résonance des plasmons de surface (ou en anglais : surface plasmon resonance) est un phénomène physique d'interaction lumière-matière principalement connu pour son utilisation comme méthode de mesure de la liaison d'un « ligand » sur un « récepteur » adsorbé à la surface d'une couche métallique. 
La résonance de plasmons de surface est une oscillation de densité de charges pouvant exister à l'interface entre deux milieux ou matériaux ayant des constantes diélectriques de signes opposés comme un conducteur immergé dans un liquide diélectrique. Dans le cas d'un conducteur, les électrons libres (couche de valence) constituent un gaz (plasma) à sa surface. Son oscillation peut être décrite par une onde ayant un maximum au niveau de l'interface avec le diélectrique et décroissante de façon exponentielle (évanescente) dans les deux milieux. Ces plasmons de surface peuvent être mis en résonance à l'aide d'une onde électromagnétique remplissant certains critères comme la longueur d'onde par rapport à la taille de la structure métallique.

## Historique
Depuis le XVIIe siècle, les solutions colloïdales de particules d'or nanométriques ont été utilisées pour teinter les vitraux d'une couleur rouge Ruby. Ce n'est qu'avec les efforts de Faraday qui établit le lien avec l'or et de Mie qui s'intéressa à l'absorption et dispersion de la lumière par des particules métalliques sphériques.
En 1902, Wood, en observant le spectre d’une source continue de lumière blanche en utilisant un réseau de diffraction en réflexion, remarque de fines bandes sombres dans le spectre diffracté. Des analyses théoriques entreprises par Fano en 1941, ont abouti à la conclusion que ces anomalies étaient associées aux ondes de surface (plasmons de surface) supportées par le réseau. En 1968, Otto montre que ces ondes de surface peuvent être excitées en utilisant la réflexion totale atténuée. Dans la même année, Kretschmann et Raether obtiennent les mêmes résultats à partir d’une configuration différente de la méthode de réflexion totale atténuée. À la suite de ces travaux, l’intérêt pour les plasmons de surface a considérablement augmenté, en particulier pour caractériser les films minces et pour l’étude de processus se déroulant sur des interfaces métalliques. Marquant un tournant dans les applications des plasmons de surface, Nylander et Liedberg ont exploité pour la première fois, en 1983, la configuration de Kretschmann pour la détection des gaz et de biomolécules,.

## Principe du phénomène
Les électrons libres dans un métal peuvent se déplacer librement dans le matériau avec un libre parcours moyen d'environ 50 nm. Pour des particules de ce même ordre de grandeur, l'interaction  onde-matière ne résulte plus en diffusion en volume mais en interactions de surface. Quand l'onde incidente est de longueur d'onde bien supérieure à la taille de la couche métalliques (ou comme nous le verrons plus bas de la particule), elle peut générer une résonance stationnaire par interaction avec les électrons de la bande de conduction. Quand l'onde est en résonance avec les plasmons de surface, les électrons libres oscillent de façon cohérente. Alors que le front d'onde se propage, la densité de charge est polarisée et oscille selon la fréquence du champ dans le solide. Cela entraîne des oscillations dipolaires stationnaires orientées selon le champ électrique de l'onde d'excitation. C'est ce que l'on appelle la Résonance de Plasmons de Surface. 

## Éléments de théorie
La description des plasmons de surface repose sur le formalisme des équations de Maxwell d'électromagnétisme notamment pour les interfaces simples métal-diélectrique.
Si dans le vide, le champ électromagnétique peut être décrit par le champ électrique {\displaystyle {\vec {E}}} et le champ magnétique {\displaystyle {\vec {B}}}, il nécessite trois autres vecteurs dans la matière pour rendre compte du champ magnétique dans la matière, le déplacement électrique et la densité de courant électrique (respectivement les vecteurs {\displaystyle {\vec {H}},{\vec {D}}{\text{ et }}{\vec {J}}}).  les relations entre les grandeurs dans le vides et celles dans la matière peuvent être reliée par les équations constitutives. Nous aurons donc les quatre équations de Maxwell plus trois équations constitutives. Ça ne permet pas encore de décrire complètement le champ électromagnétique sans la prise en compte les conditions aux limites puisque, ce qui va nous intéresser, c'est le comportement de l'onde à l'interface entre diélectrique et métal. Pour compléter ce formalisme, nous allons nous intéresser aux composantes tangentielles et normales du champ électromagnétique à l'incidence d'une surface.

## Applications
Nous allons distinguer deux cas de figures (entre autres) de l'application de la résonance de plasmons de surface. L'application la plus courante et documentée reste l'utilisation de ce phénomène dans la détection de variation d'indice à l'interface d'un métal noble, potentiellement induite par la présence de molécule d'intérêt (biosenseurs). Nous pouvons aussi nous demander ce qu'il se passe dans le cas où l'objet plasmonique soit de très petite taille contrairement au cas ci-dessous. Nous parlerons de nanoparticules plasmoniques et de phénomène localisé.

### Plasmons de surface localisés
Quand la structure plasmonique est de taille comparable à la longueur d'onde d'excitation, se pose la question du spectre d'extinction et de la compétition entre absorption et diffusion.

### Plasmons de surface planaires
La localisation du phénomène au voisinage d'interface a permis le développement de systèmes de détection SPR mesurant la variation de l'indice de réfraction au voisinage de l'interface quand le ligand se fixe aux récepteurs. Le plasmon de surface est une onde à décroissance exponentielle des deux côtés de l’interface séparant un métal (or, argent, etc.) d’un milieu diélectrique sans pertes (milieu biologique par exemple), parallèlement à laquelle elle se propage. Le champ électromagnétique dans le milieu biologique présentant un caractère d’onde évanescente, c’est-à-dire l’amplitude décroissant exponentiellement avec la distance à l’interface, la fixation de molécules sur l’interface va modifier l’information contenue dans l’onde tant au niveau de sa phase que de son amplitude.
L’onde plasmon joue le rôle de sonde dans le milieu où se situe la réaction biomoléculaire. L’information pourra alors être recueillie soit sur la phase soit sur l’amplitude du faisceau réfléchi. Généralement, l’onde incidente, polarisée TM, traverse d’abord un prisme de verre d’indice de réfraction élevé (mais on pourrait aussi utiliser un réseau de diffraction) et se réfléchit sur l’interface recouverte de métal sous un angle d’incidence supérieur à l’angle critique défini par rapport au milieu biologique. Ce prisme constitue le dispositif de couplage de l’onde incidente avec l’onde de surface (plasmon de surface).
En résumé :
- il faut une réflexion totale pour qu’il n’y ait pas de lumière réfractée ;
- la lumière est composée de différents composants électromagnétiques dont les ondes évanescentes qui se propagent perpendiculairement à l’interface et dont la distance de propagation est équivalente à sa longueur d’onde ;
- les photons du rayon incident entrent en résonance avec les électrons libres ;
- la surface de la sensor chip est généralement recouverte d’or. C’est une surface riche en électrons libre ;
- une partie de la lumière réfléchie est absorbée par des barrettes de diodes qui mesurent la chute d’intensité du faisceau réfléchi ;
- l’angle de résonance varie avec l’indice de réfraction du milieu lié ou non à la présence de molécules en interactions ;
- la variation de l’angle de résonance en fonction du temps permet la visualisation des interactions en temps réel sans marquage.

### Divers
On peut notamment utiliser la résonance plasmon de surface dans des détecteurs biologiques immunitaires.
Une surface du métal (Ag ou Au) est fonctionnalisée avec des anticorps et la liaison d'antigènes sur ces derniers pourra être détectée avec ce procédé.
Les avantages de ce système en tant que capteur biologique sont les suivants :
- pas besoin d'utiliser de marqueurs fluorescents ou radioactifs. Le temps de préparation de la détection est donc réduit ;
- l'analyse elle-même est aussi très rapide et peut donc être réalisée en temps réel ;
- la flexibilité du système est grande car il peut s'adapter à la détection de n'importe quel analyte.

Depuis le début des années 1990, de nombreuses entreprises se sont créées autour du développement de biocapteurs optiques par SPR.